# Devil Seed (film)
Pour l'album du groupe de heavy metal suédois Wolf, voir Devil Seed.
Devil Seed est un film canadien réalisé par Greg A. Sager sorti directement en DVD en 2012 

## Synopsis
Alexandra et Jessica emménagent dans une nouvelle maison. Une nuit, en revenant de boite, elles s'arrêtent chez une voyante qui annonce à Alexandra des choses troublantes, le lendemain elle ne se souvient plus de cette visite mais commence à percevoir des présences étranges, des objets se déplacent, des stigmates apparaissent sur sa peau. Elle se sent possédée. Par l'entremise du professeur de Jessica un exorciste sera appelé afin de faire sortir l'enfant démon du ventre d'Alexandra...

## Fiche technique
- Réalisation : Greg A. Sager
- Scénario : Greg A. Sager, Geoff Hart
- Musique : Aaron Gilhuis
- Photographie : Gary Elmer
- Genre : Horreur
- Pays : Canada
- Langue : Anglais
- Métrage : 108 minutes
- Date de sortie : 5 novembre 2012 (France, directement en DVD)

## Distribution
- Michelle Argyris : Alex Froshiber
- Shantelle Canzanese : Jessica Martin
- Vanessa Broze : Breanne Whitaker
- Kevin Walker : Brian Wolski
- Wayne Conroy : le professeur Madison
- Louise Hollingsworth : la voyante
- Michael G. Wilmot : L'exorciste

## Autour du film
- Le générique de fin comporte une touche d'humour lorsqu'apparaît l'avertissement suivant "Aucun être humain, animal ou démon n'a été blessé dans le tournage de ce film"
- Le film puise son inspiration dans de nombreux classiques du genre : "Rosemary's Baby", "L'exorciste", "L'emprise"…